# Luis Niño de Rivera
Luis Niño de Rivera (* 3. August 1946 in Mexiko-Stadt, Mexiko) ist ein ehemaliger mexikanischer Wasserspringer und Bankmanager.

## Lebenslauf
Luis Niño de Rivera wurde im August 1946 in Mexiko-Stadt geboren. Er studierte an der Indiana University und war dort Teil eines sehr erfolgreichen Wassersprung-Teams. Dort gehörte er im Jahr 1968 zu dem Team, das der Universität bei den Meisterschaften der NCAA einen herausragenden Sieg bescheren sollte. Im Sprungteam von Indiana befanden sich bei diesem Event die späteren Olympiateilnehmer Luis Niño de Rivera, Edwin Young, Jim Henry und Rick Gilbert. Auch die Konkurrenz war mit diversen späteren Teilnehmern an Olympischen Spielen stark besetzt. Trotzdem dominierte die Indiana University die Wettbewerbe.
1964 wurde Luis Niño de Rivera für die Olympischen Sommerspiele in Tokio nominiert. Bei den dortigen Wettbewerben im Wasserspringen landete er jedoch nur auf Platz 10 (vom 10-Meter-Brett) bzw. Platz 12 (3-Meter-Brett).
Er nahm 1967 bei den Panamerikanischen Spielen in Winnipeg teil und wurde vom 10-Meter-Brett nur von seinem Kommilitonen Edwin Young geschlagen. Ein Jahr später, bei den Olympischen Sommerspielen 1968 in seiner Heimatstadt Mexiko-Stadt nahm er an den Wettbewerben vom 3- und 10-Meter-Brett teil. Während er von der 10-Meter-Plattform chancenlos war, wurde er von 3 Metern Vierter. Auch hier geschlagen von einem Mitstudenten, Jim Henry, mit dem er an der Universität noch zusammen gesprungen war.
Nachdem er die Indiana University mit einem Bachelor of Business Administration abgeschlossen hatte, studierte er an der New York University und beendete diese mit dem Master of International Business and International Politics.
Nach seiner Studienzeit stieg er uns Bankengeschäft ein und arbeitete für diverse internationale Großbanken. Er wurde später stellvertretender Vorsitzender der mexikanischen Bank Banco Azteca SA. Luis Niño de Rivera sitzt im Vorstand der mexikanischen Bankenvereinigung und ist seit 2002 Sprecher der Grupo Salinas des Geschäftsmanns Ricardo Salinas Pliego.